# Barry Greenhut
Barry Greenhut ist ein US-amerikanischer Komponist.
Greenhut wurde mit Rock- und Popopern wie Ether, Lovable Frog, A Harlot's Progress und Body of Crime bekannt. Body of Crime wurde 1996 (Teil 1) bzw. 1999 (Teil 2) am Theater La MaMa mit fünf Darstellern und 50 Puppen aufgeführt. Die Kammeroper Harlot's Progress (nach einer Grafikreihe von William Hogarth) wurde 1998 in der New Yorker Performing Garage unter der Leitung von Theodora Skipitares mit von ihr entworfenen lebensgroßen Puppen aufgeführt. Der Dirigent war Chris Berg, als Sänger wirkten Christina Campanella, Felicity LaFortune und Lee Winston mit.